# Olaf Jürgen Schmidt
Olaf Jürgen Schmidt (* 10. Dezember 1971 in Wyk auf Föhr) ist ein deutscher Schriftsteller und Journalist.

## Leben
Olaf Schmidt studierte Germanistik, Allgemeine Rhetorik und Religionswissenschaft an der Universität Tübingen. 2002 promovierte er an der Universität  Leipzig. Seitdem ist Schmidt als freier Autor und Schriftsteller tätig. Er ist mit Silke Horstkotte verheiratet.

## Stipendien und Auszeichnungen
- 2007 Stipendium der Kulturstiftung des Freistaates Sachsen

## Werke
- Callots fantastisch karikierte Blätter: Intermediale Inszenierungen und romantische Kunsttheorie im Werk E.T.A. Hoffmanns., Erich Schmidt Verlag, Berlin 2003, ISBN 3-50306-182-7
- Friesenblut. Eichborn Verlag, Berlin, 2006, ISBN 3821807709.
- Das babylonische Handbuch der Sprache: von Zungenbrechern, Schwiegermuttersprachen und Freud'schen Versprechern. Eichborn Verlag, Berlin, 2008, ISBN 3-82185-832-X
- Der Oboist des Königs. Das abenteuerliche Leben des Johann Jacob Bach. Galiani Verlag, Köln 2019, ISBN 978-3-86971-185-0.